# Белаштица
Белаштица (болг. Белащица) — село в Болгарии. Находится в Пловдивской области, входит в общину Родопи. Население составляет 1702 человека.

## Политическая ситуация
В местном кметстве Белащица, в состав которого входит Белаштица, должность кмета (старосты) исполняет Господин Начев Господинов (Болгарская социалистическая партия (БСП)) по результатам выборов.
Кмет (мэр) общины Родопи — Йордан Георгиев Шишков (Болгарская социалистическая партия (БСП)) по результатам выборов.